# 올리버 스미시스
올리버 스미시스(영어: Oliver Smithies, 1925년 6월 23일 ~ 2017년 1월 10일)는 영국에서 태어난 미국의 유전학자이다. 2007년에 생쥐의 배아줄기세포를 이용한 유전자 적중법을 발견한 공로로 마리오 카페키, 마틴 에번스와 함께 노벨 생리학·의학상을 수상했다.

## 수상 경력
- 2001년 : 앨버트 래스커 기초 의학 연구상
- 2002년 : 울프 의학상
- 2007년 : 토머스 헌트 모건 메달
- 2007년 : 노벨 생리학·의학상

## 회원
- 1998년 : 왕립학회 외국인 회원 선출[1]